# Right There (canción de Ariana Grande)
«Right There» es una canción interpretada por la cantante estadounidense Ariana Grande, incluida en su primer álbum de estudio Yours Truly, de 2013. Escrita por la intérprete con ayuda de Harmony Samuels, Carmen Reece, J. Bereal, James J-Doe Smith, Al Sherrod Lambert, Sean Anderson y Jeff Lorber, y producida por Samuels, fue lanzada por Republic Records como tercer sencillo del disco el 6 de agosto de 2013.

## Antecedentes
Grande se ha referido a «Right There» como «una especie de secuela» de su primer sencillo «The Way», debido a las similitudes de las canciones en melodía y composición. La cantante habló del interés mutuo que ella y el rapero Big Sean sintieron en su deseo de colaborar, pero mencionó que le tomó algún tiempo para ellos encontrar la canción adecuada. Ella dijo «estábamos hablando de algunas otras canciones juntos, pero nunca funcionó y nunca fue el momento adecuado y, finalmente, "Right There" llegó. Y estábamos como "Oh eso es todo"».
Aunque la canción fue lanzada originalmente como una vía de promoción disponible para su descarga inmediata, con pre-órdenes de Yours Truly en iTunes, Grande declaró en una entrevista que se desarrolló en una sola por sí misma «"Right There", es una especie de punto de ser el próximo sencillo. Creo que vamos a hacer un vídeo para él pronto. Es sólo por lo que ha ocurrido naturalmente con "Right There". Las radios sólo una especie de comienzo».

## Vídeo musical
El vídeo musical de la canción fue lanzado el 30 de octubre de 2013. Se lleva a cabo en una fiesta de disfraces que se celebra en una mansión. Grande, vestida de Julieta, llama la atención de otro fiestero vestido de Romeo. Los dos corren por la fiesta tratando de encontrar uno al otro y, finalmente, se encuentran y besar al final del vídeo. Patrick Schwarzenegger interpretó el papel del interés amoroso de Grande.

## Posicionamiento en listas

### Semanales
| País (Lista 2013)                  | Mejor posición |
| ---------------------------------- | -------------- |
| Estados Unidos (Billboard Hot 100) | 84             |
| Reino Unido (UK R&B Singles)       | 15             |

### Certificaciones
| País           | Organismo certificador | Ventas certificadas | Certificación | Simbolización | Ref.   |
| -------------- | ---------------------- | ------------------- | ------------- | ------------- | ------ |
| Estados Unidos | RIAA                   | 500 000             | Oro           | ●             | [ 11 ] |